# نانكوكو (كوتشي)
مدينة نانكوكو (بالإنجليزية: Nankoku)‏ هي أحد المدن التابعة لمحافظة كوتشي. تأسست رسميًا في 01/10/1959. ويقدر عدد سكانها بـ 50315 نسمة حسب تقدير مكتب الإحصاء الياباني لعام 2012. تبلغ مساحة نانكوكو 125.35 كم2. بكثافة سكانية تبلغ 401 نسمة/كم2.

## توأمة
لنانكوكو (كوتشي) اتفاقيات توأمة مع كل من:
- إيوانوما
- كوماكي